# Алан Сілі
Алан Сілі (англ. Alan Sealey, 24 лютого 1942, Лондон — лютий 1996, Ромфорд) — англійський футболіст, що грав на позиції півзахисника.
Найбільш відомий виступами за «Вест Гем Юнайтед», з яким став володарем Кубка та Суперкубка Англії, а також переможцем Кубка володарів кубків УЄФА.

## Ігрова кар'єра
У дорослому футболі дебютував 1960 року виступами за команду «Лейтон Орієнт», в якій того року взяв участь у 4 матчах чемпіонату другого дивізіону і забив 1 гол.
У 1961 році він перейшов до лондонського клубу першого дивізіону «Вест Гем Юнайтед» і залишався там до 1967 року. У 1964 році клуб виграв Кубок та Суперкубок Англії, однак Сілі не використовувався в жодному зі змагань.
Кульмінацією кар'єри Сілі, ймовірно, стала його поява у фіналі Кубка володарів кубків 1964/65, де «Вест Гем» під керівництвом Рона Грінвуда та зі зірками Боббі Муром, Джеффом Герстом і Мартіном Пітерсом протистояв володареві Кубка Німеччини клубу «Мюнхен 1860» на лондонському стадіоні «Вемблі». Сілі, який вийшов лише через травму основного гравця, забив обидва голи в матчі на 70-й і 72-й хвилинах, і допоміг команді зі Східного Лондона виграти титул. До цього сезону він забив лише три голи за свій клуб. Загалом Сілі забив 26 голів в 128 матчах чемпіонату за «Вест Гем» в усіх турнірах.
Кар'єра Сілі на найвищому рівні фактично завершилася через рік після цього. Він грав у крикет з одноклубниками під час відпочинку на передсезонних зборах і зламав ногу, впавши через дерев'яну лавку.
Надалі з 1967 по 1970 рік грав у складі нижчолігових команд «Плімут Аргайл», «Бедфорд Таун» та «Ромфорд», а завершив ігрову кар'єру у команді «Ешфорд Таун», за яку виступав протягом 1971 року .

## Титули і досягнення
- Володар Кубка Англії (1):

«Вест Гем Юнайтед»: 1963/64
- Володар Суперкубка Англії з футболу (1):

«Вест Гем Юнайтед»: 1964
- Володар Кубка Кубків УЄФА (1):

«Вест Гем Юнайтед»: 1964/65

## Особисте життя
Його племінник, Лес Сілі (1957—2001), також став футболістом і грав за «Вест Гем Юнайтед».
Раптово помер у лютому 1996 року на 54-му році життя у своєму будинку в Кольєр-Роу, Ромфорд.